# Lottie Pickford
Lottie Pickford, właśc. Lottie Smith (ur. 9 czerwca 1895 w Toronto, zm. 9 grudnia 1936 w Beverly Hills) – kanadyjska aktorka. Młodsza siostra gwiazdy kina niemego – Mary Pickford.

## Życiorys
Na scenie zadebiutowała jako sześciolatka – w 1899 r., kiedy wystąpiła wraz z siostrą w sztuce Silver King. W tamtym czasie wraz z resztą rodziny (a więc siostrą Mary, ich bratem Jackiem oraz mamą Charlotte) podróżowała, zarabiając drobnymi rólkami w kanadyjskich teatrach. Często Lottie i Mary występowały razem w tych samych sztukach.
W 1909 r. zaczęła występować w filmach wytwórni Biograph, której gwiazdą została jej starsza siostra. Lottie była przyzwoitą aktorką, ale jej kariera rozwijała się w cieniu ambitniejszej i bardziej popularnej Mary. W prasie nazywano ją często Pickford Drugą („Pickford the Second”).
W 1914 r. przyjęła rolę prostytutki w filmie The House of Bondage. Była to ryzykowna decyzja wizerunkowa – publiczność uważała takie role za odstręczające lub nieprzystające damie. Być może rolę tę zaaprobowała Charlotte, chcąc, aby wizerunek Lottie kontrastował z sentymentalnym wizerunkiem Mary. A być może była to samodzielna decyzja Lottie, która chciała się zbuntować lub zwrócić na siebie uwagę matki.
Przed 1915 r. (dokładna data jest nieznana) wyszła za Alfreda Ruppa, nowojorskiego brokera (małżeństwo to było przez rodzinę Pickfordów utrzymywane w tajemnicy przed prasą). W 1915 r. wystąpiła w serialu Diamond from the Sky (występ w nim wcześniej oferowano Mary Pickford, ale ta ją odrzuciła). Nie wiadomo, czy przyjmując rolę w serialu, wymagającym występów kaskaderskich Lottie zdawała sobie sprawę, że jest w ciąży. Jednak w ciągu 35 tygodni jego kręcenia jej stan stał się widoczny. Uniemożliwiał on kręcenie ryzykownych, fizycznie wymagających scen, sprawiał też, że w ostatnich odcinkach Lottie musiała występować zasłonięta elementami dekoracji, aby widzowie nie widzieli zmian w jej figurze. Serial co prawda ukończono, ale Lottie Pickford znalazła się na nieoficjalnej czarnej liście Hollywood.
Po urodzeniu córeczki, Mary Pickford Rapp, Lottie zaczęła prowadzić bardzo swobodny styl życia. Brała udział w licznych hollywoodzkich przyjęciach, obfitujących w alkohol i narkotyki. W 1920 jej małżeństwo zakończyło się rozwodem. Wtedy też matka Lottie, Charlotte, przejęła opiekę nad wnuczką i formalnie ją adoptowała. Lottie odebrała bardzo boleśnie fakt, że rodzina uważa, że nie nadaje się na matkę i rozżalenie to spowodowało, że jeszcze bardziej zaczęła nadużywać alkoholu i (prawdopodobnie) narkotyków.

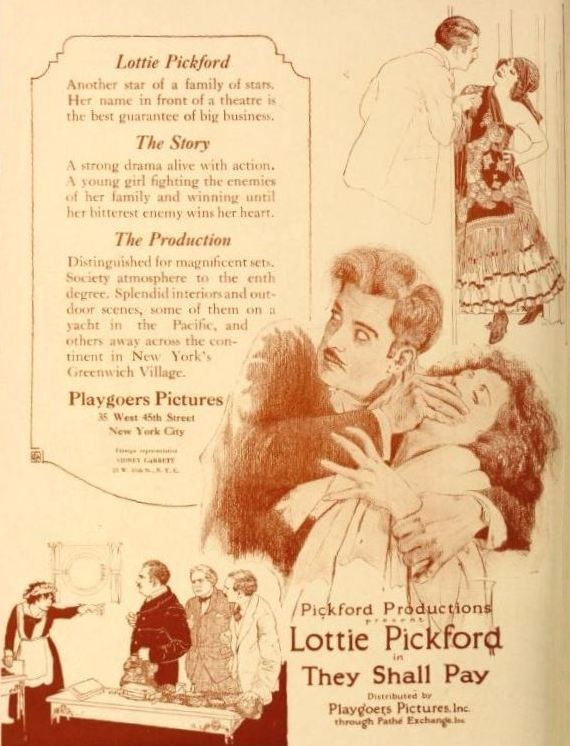
Reklama filmu "They Shall Pay" z Lottie Pickford

W 1922 r. Lottie ponownie wyszła za mąż, tym razem za aktora Allana Forresta. Mary Pickford ufundowała parze kosztowne wesele. Mimo nowego ślubu, Lottie miała bardzo złą reputację w Hollywood To małżeństwo również zakończyło się rozwodem. Podobnie jak dwa następne – to zawarte w 1929 r. i to z 1933 roku.
Lottie Pikcford zmarła nagle na atak serca w swoim mieszkaniu 9 grudnia 1936 roku. Miała 41 lat.

## Wybrana filmografia
- Two Memories (1909)
- The Faded Lilies (1909)
- The Necklace (1909)
- A Strange Meeting (1909)
- The Little Darling (1909)
- 1776 (1909)
- The Broken Locket (1909)
- His Lost Love (1909)
- The Light That Came (1909)
- In The Window Recess (1909)
- Through the Breakers (1909)
- The Real Man's View (1909)
- The Test (1909)
- To Save Her Soul (1909)
- What's Your Hurry? (1909)
- Tender Hearts (1909)
- The Better Way (1909)
- The Slave (1909)
- The Indian Runner's Romance (1909)
- Getting Even (1909)
- The Woman from Mellon's (1910)
- The Newlyweds (1910)
- A Knot in the Plot (1910)
- A Victim of Jelausy (1910)
- Serious Sixteen (1910)
- The Call to Arms (1910)
- Unexpected Help (1910)
- A Summer Idyll (1910)
- The Affair of an Egg (1910)
- The Oath and the Man (1910)
- Examination Day at School (1910)
- A Gold Necklace (1910)
- Two Little Waifs (1910)
- A Plain Song (1910)
- A Child's Stratagem
- His Sister in Law (1910)
- White Roses (1910)
- The Smoker (1910)
- The Broken Doll (1910)
- Simple Charity (1910)
- Happy Jack (1910)
- A Hero (1910)
- A Golden Supper (1910)
- Fate's Turning (1911)
- A Wreath of Orange Blossoms (1911)
- The Midnight Marauder (1911)
- Little Red Riding Hood (1911)
- The Italian Barber (1911)
- Help Wanted (1911)
- His Trust (1911)
- Three Sisters (1911)
- Sweet Memories (1911)
- The Toss of a Coin (1911)
- Who's Who (1911)
- The Courting of Mary (1911)
- Love at Cloucester Port (1911)
- A Beast at Bay (1912)
- Lena and the Geese (1912)
- A Child's Remorse (1912)
- Love Finds the Way (1912)
- The Belle of New Orleans (1912)
- A Mardi Gras (1912)
- Mix-Up (1912)
- The Pilgrimage (1912)
- Into the Jungle (1912)
- The Girl Strikers (1912)
- Love's Diary (1912)
- The House of Bondage (1914)
- The Diamond in the Sky (1915)
- Franchon the Cricket (1915)
- The Reward of Patience (1916)
- On the Level (1917)
- Mile-A-Minute Kendall (1918)
- The Man from Funeral Range (1918)
- They Shall Pay (1921)
- Dorothy Vernon of Haddon Hall (1924)
- Człowiek z biczem (1925)